# Пима
Вижте пояснителната страница за други значения на Пима.
Пима (на английски: Pima) е етническа група в Съединените американски щати и Мексико, наброяваща в началото на 21 век около 16 хиляди души. Повечето от тях живеят в индианската общност Хила Ривър на територията на щата Аризона. Те са тясно свързани с групата папаго, с която говорят един език - оодхам.